# Evangelion (mecha)

Todas as unidades Evangelion da série original, conforme representado em uma arte oficial da enciclopédia Evangelion Chronicle. No sentido horário, a partir do topo: Eva-01, 00, 03, 02 e 04. Ao fundo, as nove unidades produzidas em massa da série Eva

Os Evangelions (エヴァンゲリオン, Evangerion) , também conhecidos como Evas, são mechas humanoides biomecânicos fictícios introduzidos na série de anime para televisão Neon Genesis Evangelion, produzida por Gainax e dirigida por Hideaki Anno, e no mangá de mesmo nome escrito e ilustrado por Yoshiyuki Sadamoto. Além da série animada original, Evangelions aparecem em seus trabalhos derivados, incluindo mangás spin-off, videogames, novelas visuais, a animação em vídeo original Petit Eva: Evangelion@School e nos filmes Rebuild of Evangelion, com papéis consideravelmente diferentes. e disfarces.
Na série animada original, os Evangelions são humanoides gigantes que o centro de pesquisa Gehirn e a agência especial Nerv pesquisam para lutar contra seres chamados Anjos. Eles têm componentes mecânicos, bem como uma estrutura orgânica básica derivada de Adão e Lilith; por essa razão, eles têm olhos, epiderme, órgãos internos e unhas semelhantes aos dos humanos e foram classificados como ciborgues em vez de mechas no sentido tradicional. Os designados para pilotar um Evangelion são chamados de crianças, selecionados por uma organização chamada Instituto Marduk. Seus designs, inspirados nos oni do folclore japonês, Iczer-One, Devilman e outras fontes, causaram problemas durante a produção da série animada, mas receberam recepção positiva da crítica e do público e foram usados para comercialização.

## Concepção
Hideaki Anno, diretor e roteirista principal de Neon Genesis Evangelion, inicialmente buscou criar o que ele chamou de "uma obra simples com robôs". Ele começou focando em imagens e ideias vagas em vez de conceitos definidos, pensando que outros membros da equipe contribuiriam adicionando detalhes. Segundo Toshimichi Ōtsuki, produtor da série, da King Records, no início da produção a ideia era criar uma série sobre um Ultraman de armadura, protagonista da franquia de mesmo nome. A equipe se inspirou em um projeto antigo da Gainax; para o projeto, Anno teve a ideia de uma piloto mulher na esteira da animação original em vídeo Tatakae! Iczer-1, partindo da imagem de uma garota em uma cabine em forma de cápsula cheia de líquido – protótipos da piloto do Eva-00 Rei Ayanami e do Plugue de Entrada – mas sem ter um enredo preciso em mente. Outras imagens se tornaram a base de Evangelion, como arranha-céus emergindo do topo de montanhas, robôs carregando baterias, pessoas arrastando grandes cabos e uma cidade nas montanhas chamada Tokyo-2 na província de Nagano.
Durante a produção, a equipe decidiu que os mechas seriam pilotados por adolescentes e seguiriam a tradição de outros animes de robôs, mas Anno inicialmente não pensou em dar uma justificativa em relação às idades. Uma explicação veio à mente do designer de personagens da série, Yoshiyuki Sadamoto . Enquanto assistia a um documentário na emissora de TV japonesa NHK chamado The Fantastic Microcosm of the Human Body: Brain and Soul (驚異の小宇宙 人体II 脳と心, Kyōi no shōuchū jintai: nō to kokoro) o artista soube da existência dos nervos A10. Sadamoto então lançou novas ideias para o anime, como ser capaz de explicar a idade dos pilotos, que são todos adolescentes sem mães. Sadamoto tentou criar algo parecido com a Arcadia do Space Pirate Captain Harlock, uma nave espacial com um computador que contém a alma de seu criador, Tochirō Ōyama. Anno comparou o sistema de interface do Eva a uma versão moderna do Mazinger de Gō Nagai, um robô gigante cujo cockpit está localizado na cabeça do robô. A equipe então concebeu os Evas como guardiões da alma da mãe do piloto, controlados por meio de um vínculo psíquico com seu filho. Sadamoto também comparou a Nerv com a Nave Solo do Space Runaway Ideon, cuja tripulação enfrenta alienígenas hostis do Buff Clan e outros humanos, com mechas que saem do controle e se comunicam apenas com crianças.
Em um rascunho preliminar durante os estágios iniciais de planejamento da série animada, a equipe sugeriu a existência de duas civilizações pré-históricas antigas que apareceram na Terra antes dos humanos, ambas equipadas com tecnologias avançadas. Os Evangelions no cenário original teriam sido criados pela primeira civilização, conhecida como a Primeira Raça Ancestral, e teriam se rebelado contra seus criadores, causando sua extinção. A Segunda Raça Ancestral teria criado uma arma conhecida como Longinus Spear em uma tentativa de derrotar os humanóides, espalhando guerreiros chamados Anjos em um estado de hibernação ao redor do globo como uma contramedida caso alguém tentasse reativar os Evangelions. As unidades Eva foram concebidas desde o início como seres vivos e andróides perigosos, em vez de simples armas; o cenário foi projetado para conter elementos semelhantes aos de jogos eletrônicos ou jogos de RPG, como as armas das unidades escondidas nos prédios de Tokyo-3. Nos últimos episódios, deveria ter havido uma batalha lunar contra doze anjos, uma ideia que foi posteriormente abandonada e reciclada para o confronto entre o Eva-02 e a série Eva, introduzida na conclusão teatral de 1997. O continente americano e o Eva-06 desapareceriam, enquanto os restos antigos de uma ruína chamada Arqa seriam revelados.
Na segunda metade da história, haveria preparativos para invadir uma fortaleza inimiga nos moldes de um jogo de RPG. Um dos rascunhos preliminares do vigésimo quarto episódio, escrito pelo roteirista Akio Satsukawa, também introduziu um protótipo de mini Evangelion, um mecha de cinco metros chamado αーTYPEーEVA000, também conhecido como α Eva. Quando o α Eva fica furioso, ele teria atacado com fúria animal o Anjo Kaworu Nagisa, que teria se esquivado de seus golpes em uma cena inspirada na lenda do samurai Benkei na Ponte Gojo; no final da luta, o Evangelion teria engolido o Anjo Tabris e Rei Ayanami, para depois ser violentamente estripado pelo Prog-Knife do Eva-01 de Shinji Ikari. Em outra proposta, havia duas unidades chamadas 05 e 06, ambas fabricadas na Alemanha, enquanto o Evangelion após o 01 seria equipado com um sistema de energia conhecido como motor positrônico.
Dois anos antes de ir ao ar, a Gainax publicou um documento de apresentação do projeto para encontrar apoiadores intitulado New Century Evangelion (tentative name) Proposal (新世紀エヴァンゲリオン (仮) 企画書, Shinseiki Evangelion (kari) kikakusho, Proposal), que incluía os projetos iniciais das unidades. Na Proposal, os Evangelion eram descritos como humanoides feitos de músculos artificiais de metal e réplicas de Adão, indicado no documento como um gigante artificial deixado pela First Ancestral Race, que teria deixado para o globo os inimigos da série, os Apostolos. O documento também descreve o anime robótico em uma página como uma "compensação para os complexos e várias supressões que as crianças mantêm, um meio de resistência, um comportamento compensatório".
Para o personagem principal da série, Shinji, o próprio Anno foi usado como modelo, relacionando o ato de pilotar o mecha com seu trabalho; segundo Kazuya Tsurumaki, diretor assistente de Neon Genesis Evangelion, enquanto "Shinji foi convocado por seu pai para pilotar um robô, Anno foi convocado pela Gainax para dirigir uma animação". Além disso, durante o desenvolvimento da série, o diretor incluiu cenas em que os mecha são mutilados e perdem seus membros. As mutilações dos Evas se tornaram um produto de sua experiência pessoal. O pai de Anno, Takuyo, machucou a perna esquerda em um acidente com uma serra elétrica e foi forçado a usar uma prótese pelo resto da vida; após o acidente, Hideaki desenvolveu uma certa atração pela deformidade, acreditando que não poderia amar "nada perfeito". Ele também comparou esse fato ao Tetsujin 28-go, no qual um robô perde um braço. No vigésimo episódio da série, ele também introduziu o conceito de canibalismo. Ele adicionou uma cena em que o Eva-01 devora um Anjo em uma tentativa de enojar e assustar um espectador jovem; ele declarou: "O ideal seria que as crianças que o assistissem começassem a vomitar". O canibalismo, de acordo com Yūichirō Oguro, curador de conteúdos extras das edições de vídeo caseiro de Evangelion, retrataria negativamente o ato de comer carne, e também poderia ser influenciado pela experiência pessoal de Anno, que é vegetariano desde a infância e já havia transposto esse detalhe de sua vida em suas obras de ficção.

### Design e inspirações
O design do Evangelion foi concebido e editado por Anno e Ikuto Yamashita, o designer oficial de mecha da série. O diretor se inspirou nos demônios do folclore japonês, os onis, e queria dar a eles uma aparência moderna que diferisse de outros mecha, como os Gundams da série Mobile Suit Gundam, dando a eles uma natureza mais humano-demoníaca do que estritamente robótica. Ele encarregou Yamashita de criar "um demônio", "um gigante que mal estava sob o controle da humanidade". Yamashita, portanto, inspirou-se nas Viagens de Gulliver para o design das máquinas, com a ideia de representar um enorme poder contido, um gigante que se assemelhava a um relevo em uma parede. Desde a entrega dos esboços preparatórios, os desenhos de Yamashita causaram tanto alvoroço que até mesmo os membros da equipe de Neon Genesis Evangelion ficaram divididos, causando problemas para a Gainax. Toshimichi Ōtsuki apresentou o Neon Genesis Evangelion a uma conhecida empresa de brinquedos, mas um representante da empresa lhe disse que um robô com esse design nunca seria vendido, especialmente porque os membros inferiores eram considerados muito magros. Anno, após o episódio, decidiu criar uma série diferente em relação aos outros animes mecha, todos financiados por empresas privadas de brinquedos; além disso, para evitar qualquer possível interferência dos financiadores, ele projetou mecha que eram difíceis de reproduzir em forma de brinquedo para ter mais liberdade artística e revolucionar o gênero, que, segundo ele, estava estagnado há muito tempo e enjaulado em um modelo pronto.
Para a aparência e o papel dos humanóides, os autores se inspiraram em Devilman, Mazinger Z e Shutendoji. Acreditando que o poder era "algo muito assustador", Anno insistiu no aspecto ameaçador das unidades, tentando fazer com que o Evangelion parecesse "um anti-herói, algo aterrorizante". Antes de decidir sobre o design final, ele desenhou um esboço preliminar do Eva semelhante a um Devilman. No esboço, o Eva tinha costas curvas, cintura estreita e peito plano e grosso, que lembrava o rosto "demoníaco" do Mazinger. Em sua proposta original, o Evangelion teria uma cor escura e sombria, exceto pelos olhos, que ele deixou brancos e circulados em vermelho, assim como o Mazinger Z. A intenção era inspirar terror e fazer com que as crianças entendessem como a vida real pode ser assustadora.
Outra inspiração foi um personagem masculino do jogo eletrônico Cho Aniki chamado El&Topo, no qual Yamashita baseou a aparência do Eva-02. Nos estágios de design, ele mudou de ideia sobre sua aparência várias vezes; por exemplo, em esboços preliminares, ele pensou em dar ao 01 uma única protuberância oblíqua no lado esquerdo da cabeça ou dois chifres frontais, que foram posteriormente abandonados em favor do design final. Anno e o animador Yoh Yoshinari também fizeram alguns esboços do Eva-01. Yoshinari tentou animar as unidades usando réguas, como no caso do segundo episódio, no qual ele tentou desenhar quase todo o rosto e os ombros do 01 dessa forma. Sadamoto inicialmente o coloriu de branco, criando uma imagem que ele disse ser semelhante a um RX-78 Gundam ou um Ingram de Patlabor. Enquanto trabalhava no design dos Evas, ele também trabalhou em um projeto chamado Suzuka Hachitai, no qual projetou trajes semelhantes aos plugsuits dos Evangelions.
Para os movimentos, o diretor pediu para recriar "o ruído que os feixes de fios fariam se estivessem se contraindo como músculos", tratando-os como se fossem seres vivos. Por esse motivo, todos os sons normalmente usados em outros animes de mecha foram evitados; por exemplo, para reproduzir o som da Prog-Knife, Anno e Toru Noguchi, o editor de efeitos sonoros, retrabalharam o ruído metálico de um cortador real. Para dar ao cockpit do Eva a imagem do útero de uma mãe, Anno pediu a Shiro Sagisu, responsável pela trilha sonora da série, que compusesse uma melodia que acentuasse o sentimento de nostalgia.

## Características
No mundo de Neon Genesis Evangelion, os Evangelions, ou Evas, são máquinas multifuncionais que representam as ferramentas de batalha mais avançadas da humanidade. São armas caras projetadas para combater e destruir Anjos. Seu desenvolvimento, conduzido em segredo pela agência especial Nerv, começou após uma catástrofe conhecida como Segundo Impacto. Do ponto de vista científico, essas tarefas constituem o projeto E, colocado sob a direção e a responsabilidade de Ritsuko Akagi. Os Evangelion são humanóides gigantes revestidos com uma espessa armadura protetora, com constituição idêntica à de um ser humano, exceto pelo tamanho. Cada Evangelion é equipado com um sistema nervoso, um esqueleto, unhas e um sistema circulatório. Em uma seção da sede da Nerv chamada Terminal Dogma, há esqueletos de corpos que se acredita serem precursores do Eva-00, ou os restos de experimentos fracassados que ocorreram durante sua criação; os modelos experimentais têm dois ou mais sensores ópticos e uma coluna vertebral visível. Os corpos vivos originais são implantados com componentes mecânicos e uma cobertura constritiva, que são usados para controlá-los ou proporcionar-lhes maior eficiência e funcionalidade. Como nos seres humanos, os sinais do sistema nervoso central são transmitidos por impulsos elétricos, com o sistema periférico e os movimentos de um Evangelion sendo transmitidos por correntes elétricas. Para os três primeiros exemplos, projetados no Japão, o sistema de numeração tradicional chinês é adotado, enquanto os protótipos posteriores seguem a numeração árabe.

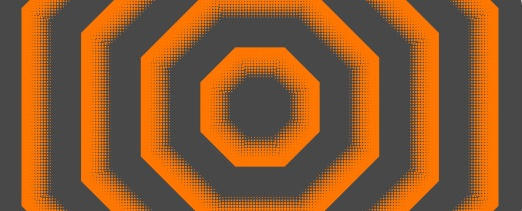
Os Evas e os Anjos podem gerar um campo de força denominado Campo A.T., geralmente apresentado na forma de octógonos concêntricos

Os Evas têm capacidade de regeneração e podem produzir um escudo protetor chamado Campo A.T. (Campo de Terror Absoluto). Eles podem se mover por meio da energia fornecida por um cabo externo chamado Cabo Umbilical, que lhes fornece a energia elétrica necessária para operar seus circuitos. Na ausência do cabo, eles podem operar usando a energia armazenada em uma bateria interna especial, por um limite de tempo que varia de sessenta segundos a cinco minutos. Quando inativas, as unidades ficam alojadas em estruturas gigantes chamadas "gaiolas" e são mantidas no lugar por uma estrutura de ancoragem, composta de vários blocos e grupos de seguranças. Outro elemento característico dos Angels e Evangelions é uma esfera vermelha chamada núcleo, localizada em seu peito.
As unidades têm equipamentos diferentes que variam de acordo com a situação. O básico é chamado de tipo B, consistindo apenas de uma arma semelhante a um cortador chamada de Faca Progressiva. Outros recursos incluem o tipo D, especificamente para saltar; e o tipo F para voo. O sistema de pilotagem do Evangelion se sincroniza com seu piloto por meio de conexão neural, e assim eles agem em sincronia. O piloto de uma unidade Evangelion, designado pelo termo em inglês Child (criança), é alojado em uma cápsula cilíndrica chamada Plugue de Entrada, que é inserida na área correspondente à coluna vertebral do humanoide, nas vértebras cervicais.
O cockpit do Plugue de Entrada é preenchido com um líquido especial chamado LCL, que promove a conexão neural entre o Evangelion e seu piloto. O principal nervo responsável pela sincronização das duas entidades é chamado de nervo A10. Parece que os indivíduos adequados para pilotar um Evangelion estão limitados a crianças de 14 anos sem mãe, e que os Evangelions, originalmente desprovidos de alma, têm almas de pessoas. Acredita-se também que as almas das mães de seus respectivos pilotos estão alojadas nos mechas. Uma vez que a conexão neural é estabelecida com sucesso, as crianças podem comandar o humanoide à vontade, pensando que estão agindo com seu próprio corpo, por meio de um sistema conhecido como interface neural. No entanto, sua manutenção pode ser prejudicada se for danificada durante uma operação, o que causa distúrbios psicológicos correspondentes no piloto. Além disso, um modo berserk é possível, durante o qual um Evangelion entra em uma fúria destrutiva incontrolável e aparentemente instintiva. De acordo com a revista Evangelion Chronicle, a agressividade do berserk pode ser devida ao fato de o Eva-01 ser um clone do Anjo Lilith, enquanto os Anjos descendem de Adão. Sua altura nunca é especificada na série, embora a revista Newtype tenha fornecido uma estimativa de quarenta metros. De acordo com Hiroyuki Yamaga, membro da Gainax, foi decidido durante a produção fazer as unidades mais altas do que o Ultraman, que tem quarenta e cinco metros de altura. Na Proposta, sua altura também é determinada em quarenta metros, enquanto na saga Rebuild of Evangelion sua altura é explicitamente em torno de setenta metros, oitenta com suportes verticais.

## Série original

### Unidade Evangelion 00
A Unidade 00 (零号機, Zerogōki), também conhecida como Protótipo, é a primeira unidade Evangelion que a Nerv fabricou. Foi concebida como uma máquina dedicada não ao combate, mas ao estudo da viabilidade e funcionalidade prática de sua tecnologia básica, razão pela qual não possui equipamentos característicos das unidades subsequentes. Foi concebida na sede da Tokyo-3, e o material biológico inicial usado para sua criação pertence ao primeiro Anjo, Adão. Distingue-se dos modelos posteriores por sua coloração inicial amarelo-escura, típica de protótipos militares, e por uma arquitetura externa e interna menos sofisticada. Seu principal órgão de percepção sensorial visual é representado por uma lente óptica redonda no centro de sua face. Seu piloto é Rei Ayanami, que se junta à organização como a Primeira Criança. Devido à sua função de protótipo, a unidade sofre de instabilidade, o que a faz agir fora de controle em experimentos de ativação e sincronização. Em um dos experimentos, ela destruiu as estruturas de ancoragem e a segunda sala experimental da Nerv, ferindo seu piloto. Sua primeira ativação efetiva ocorre depois que a presença simultânea de duas unidades Evangelion é necessária durante o ataque do Anjo Ramiel. No decorrer da operação, ele sofre danos estruturais tão graves que exige reparos extensivos.
O Eva-00 é usado mais tarde na luta contra o Anjo Matarael depois de ser consertado. Os reparos no Eva-00 dizem respeito principalmente à sua armadura e equipamento, enquanto sua estrutura interna permanece essencialmente inalterada. O Eva-00 reparado tem uma coloração predominantemente azul e é equipado com suportes verticais semelhantes aos instalados no Eva-01 e 02. Ele também tem suportes verticais na altura dos ombros, que são equipados com um sistema de propulsão especial que lhe permite desacelerar e amortecer quedas. Sua presença é benéfica para a defesa de Tokyo-3 e a eliminação dos Anjos. Ele é destruído durante a luta contra o décimo sexto Anjo, Armisael, depois que Rei ativa o mecanismo de autodestruição.
Na saga Rebuild of Evangelion, o Eva-00 tem cor laranja e usa um escudo especial chamado Enhanced Shield of Virtue (Escudo da Virtude Aprimorado), projetado por Yamashita. No segundo capítulo da saga, Evangelion: 2.0 You Can (Not) Advance (2009), o décimo Anjo o engole.

### Unidade Evangelion 01

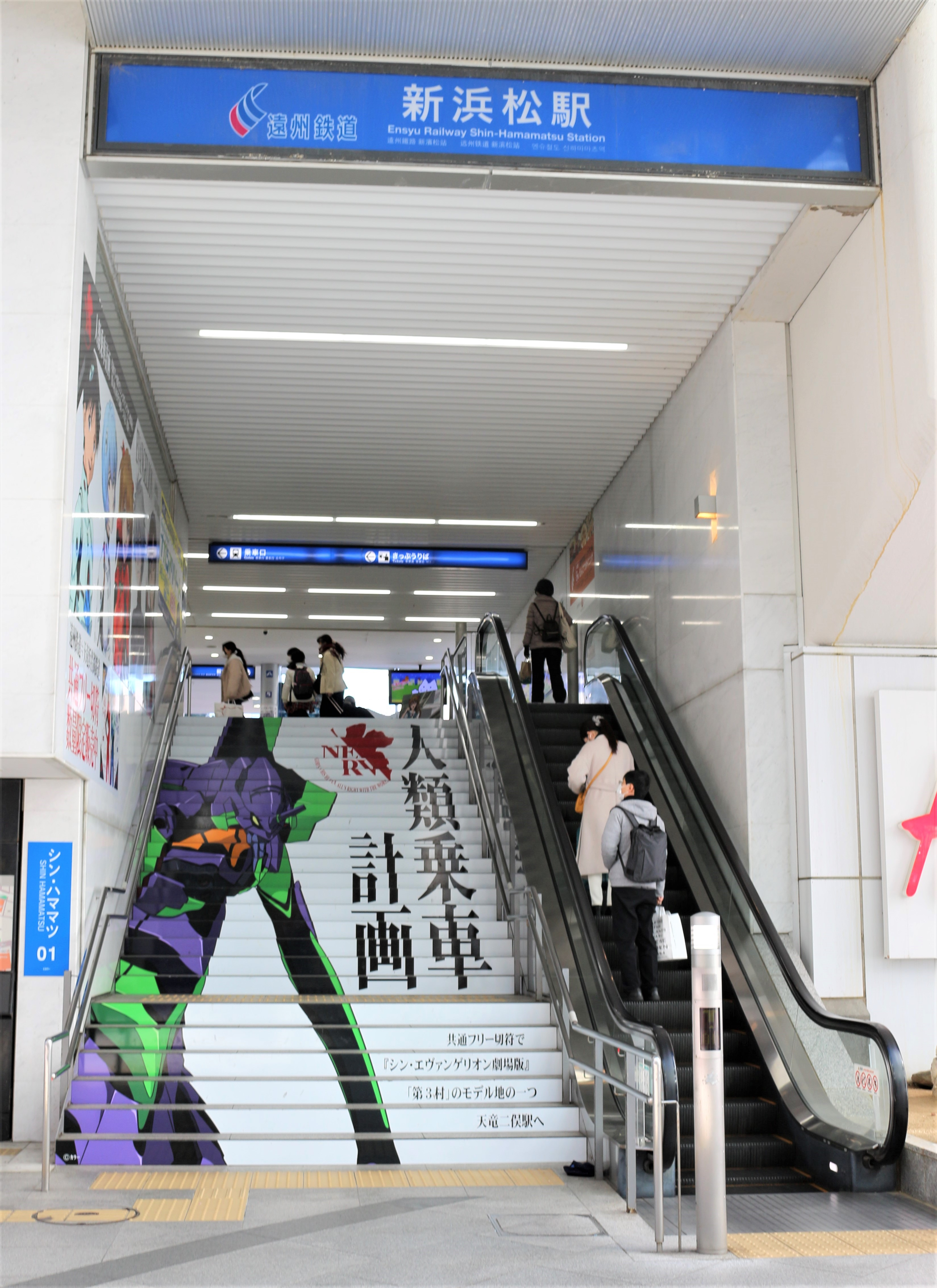
Entrada da Estação Shin-Hamamatsu decorada com a imagem do Eva-01

A Unidade 01 (初号機, Shogōki), ou Modelo de Testes, é o modelo experimental da série Evangelion e o segundo exemplar a ser construído na sede da Nerv, estudado sob a supervisão direta da Dra. Yui Ikari. Ele difere de todos os espécimes anteriores e posteriores, pois a matéria biológica que forma sua base vem do segundo Anjo, Lilith. Além de sua coloração predominantemente roxa, ele se caracteriza por um longo chifre que se estende do centro da testa e um visor binocular. É o primeiro humanoide a ser usado em uma operação de guerra real. A unidade age fora de controle em várias ocasiões e assume um papel decisivo em operações de guerra. O humanoide vivo na base da Unidade 01 é caracterizado por tecidos orgânicos de cor marrom e um fluido corporal vermelho semelhante ao sangue. A boca da unidade é normalmente presa com parafusos e seu corpo biológico real é coberto, como as outras unidades, por uma armadura constritiva especial. A unidade tem resultados operacionais positivos e a maior experiência tática de todas as unidades que a Nerv produziu.
O primeiro experimento de ativação da Unidade 01 foi realizado em 2004 no Laboratório de Evolução Artificial e conduzido por um centro de pesquisa chamado Gehirn. Yui foi designada como cobaia do experimento; durante o experimento, sua taxa de sincronia atingiu 400%, uma porcentagem na qual o sujeito se dissolve no Evangelion. O caso foi descartado como um acidente e sua alma permaneceu na unidade. Embora a origem do acidente nunca tenha sido esclarecida na série, pode ter sido consequência da escolha de Yui. A segunda tentativa de ativação ocorre onze anos depois, em 2015, quando a Terceira Criança e seu novo piloto, Shinji Ikari, são trazidos a bordo. Shinji, apesar da baixa probabilidade de sucesso e da falta de treinamento, consegue atingir uma taxa de sincronização de 41,3% na primeira tentativa. O sucesso do procedimento pode ter sido determinado pela vontade de Yui, que em algumas situações intervém em defesa de seu filho e move o Eva por vontade própria.
Nas parcelas de Rebuild of Evangelion, o Eva-01 tem algumas diferenças estéticas, particularmente no peito e na coloração. Durante a batalha contra o décimo Anjo, a cor de suas listras muda de verde para laranja e ele ostenta um halo de luz.

### Unidade Evangelion 02
A Unidade 02 (弐号機, Nigōki), ou Modelo de Produção, é o primeiro espécime de Evangelion pesquisado e projetado para produção em massa e combate. Embora a concepção e a construção da máquina tenham ocorrido no Japão, os experimentos de montagem e ativação, bem como o treinamento de seu piloto, a Segunda Criança Asuka Langley Soryu, são realizados na Alemanha. O material biológico usado para sua criação pertence a Adam. Kyōko Zeppelin Sōryū, membro da seção alemã da Gehirn, desempenhou um papel decisivo no desenvolvimento e na ativação da unidade. Ela se ofereceu como cobaia em um experimento de contato com o Evangelion, do qual saiu psicologicamente perturbada após uma contaminação mental. Especula-se que uma parte de sua alma, ou seu "lado maternal", permaneceu trancada dentro da 02. Em contraste com as duas primeiras unidades, ela tem quatro olhos, uma característica que foi abandonada em modelos posteriores. Outras características que distinguem a 02 das outras unidades são o fato de seus fluidos internos serem azuis em vez de vermelhos e de ter detalhes mecânicos adicionais.
Nos ombros, ele tem dois suportes verticais que diferem do Eva-01. O esquerdo contém uma versão melhorada da Faca Progressiva, enquanto o direito contém a Pistola de Agulha, uma arma de fogo capaz de disparar espinhos. A unidade é predominantemente vermelha e difere das unidades anteriores na conformação dos componentes da cabeça, dos ombros e do peito. Duas de suas principais características são a capacidade de dobrar seu torso e uma maior semelhança com um ser humano, embora não haja diferenças substanciais em seu desempenho em comparação com o Eva-01. Em 2015, Asuka e 02 deixaram Wilhelmshaven para Tokyo-3, juntamente com a frota das Nações Unidas. Durante o transporte, a primeira batalha real do Eva-02 ocorreu no Oceano Pacífico, na qual ele conseguiu derrotar o Anjo Gaghiel. A partir da luta contra o décimo terceiro Anjo, Bardiel, a unidade começa a registrar falhas nas operações, ferindo o orgulho de Asuka. Após o colapso mental de Asuka, a Nerv é forçada a solicitar a ajuda de uma nova criança, Kaworu Nagisa, que se torna seu novo piloto.
Nos filmes Rebuild of Evangelion, o Eva-02 tem um design diferente. Durante a produção, a equipe decidiu mudar a cabeça da unidade, dando-lhe duas pequenas saliências semelhantes a chifres localizadas no topo da testa, projetadas por Takeshi Honda. Ao longo do filme, o Eva-02 é pilotado por Mari Makinami, que ativa um novo modo chamado The Beast. Depois de ativar o The Beast Mode, o Eva se torna quadrúpede e solta bastões em seus ombros e costas e tem uma mandíbula com presas afiadas e uma luz verde que emite de seus olhos.

### Unidade Evangelion 03
A Unidade 03 (参号機, Sangōki) é um modelo de produção em massa construído na primeira divisão da Nerv nos Estados Unidos. Devido a um acidente que ocorreu na segunda divisão com o Eva-04, o comando sobre o 03 passou para o Japão, conforme instruído pelo governo americano. Seguindo a decisão do governo, a unidade é transportada por via aérea sobre o Oceano Pacífico para a sede da organização. O 03 é quase idêntico em aparência ao Eva-02, exceto pelo fato de ser predominantemente azul escuro, e o formato de sua cabeça ser mais próximo ao da Unidade 01. O rosto do 03 tem traços mais brutais e não tem a protuberância frontal característica do Eva-01. Outros detalhes que o diferenciam das outras unidades são os ombros alongados, a postura levemente inclinada para a frente e o modo de andar. Assim que chega ao Japão, começam os preparativos para que seu experimento de ativação ocorra na cidade de Matsushiro, província de Nagano, onde está localizado o segundo local de experimentação da Nerv. Quando o piloto designado, a Quarta Criança Toji Suzuhara, embarca, a unidade fica fora de controle, abre suas mandíbulas e destrói as cercas que a continham. Posteriormente, é revelado que a unidade está infectada por Bardiel, um Anjo parasita que assume o controle de seu corpo durante o voo para a sede no Japão. Após o incidente, Gendo Ikari, o comandante supremo da Nerv, identifica-a como o décimo terceiro Anjo e dá a ordem para aniquilá-la. O Eva-03 enfrenta as Unidades 00 e 02 em combate, derrotando-as sem dificuldade. Em um segundo encontro, ele luta com o Eva-01, que quebra seus membros e o aniquila. Na saga Rebuild of Evangelion, o Eva-03 é pilotado por Asuka em vez de Suzuhara.

### Unidade Evangelion 04
A Unidade 04 (四号機, Yongōki) é um modelo de produção construído nos Estados Unidos na Segunda Divisão da American Nerv, localizada em Nevada. Devido a um acidente ocorrido durante um teste de inserção experimental do motor S2, a unidade desaparece com a segunda divisão e todos os objetos em um raio de 89 quilômetros em um mar de Dirac. Sua aparência nunca é mostrada na série animada original, mas acredita-se que seja branco-prateada. Foram produzidas figuras de ação oficiais da unidade, projetadas e concebidas por Yamashita. Sua aparência básica é idêntica à da Unidade 03, mas tem cor prateada.

### Unidades de produção em massa (05-13)
A Série Eva (エヴァシリーズ, Evashirīzu) inclui as unidades 05 a 13, construídas em várias filiais da Nerv a pedido da organização Seele para executar um plano conhecido como Projeto de Instrumentalidade Humana. Todas as unidades são equipadas com o motor S2 como fonte de energia e uma réplica da Lança de Longinus. Sua estrutura básica é idêntica à do Eva de propriedade da Nerv, exceto pelos suportes verticais normalmente colocados nos ombros das outras unidades. Outro elemento diferente é a cabeça, que é desprovida de sensores ópticos, e a área na qual o cockpit está inserido. Devido ao elemento S2, as unidades também têm fortes capacidades regenerativas e tempo de atividade ilimitado. Todos os nove Eva Series possuem a mesma forma e coloração, em sua maioria branca, e grandes asas dobráveis localizadas na parte de trás do tronco, o que lhes permite voar. Os Modelos de Produção não requerem pilotos; em vez disso, eles têm um Dummy Plug, simuladores de Plugue de Entrada nos quais a personalidade dos Quintos Filhos, Kaworu Nagisa, está inscrita.
No filme The End of Evangelion, a Seele envia todos os nove espécimes contra o Eva-02. Os Evas, apesar de sofrerem danos extensos do 02 durante a luta e serem aparentemente derrotados, conseguem se reativar por meio do motor S2, deixando cicatrizes no corpo do inimigo e devorando sua carne. Durante o Projeto de Instrumentalidade Humana, os Modelos de Produção em Massa se fundem com o Anjo Lilith e se apunhalam com suas lanças. No final do longa-metragem, quando a Instrumentalidade é rejeitada por Shinji e Lilith é desmembrada, as unidades se transformam em estátuas de pedra e despencam na Terra. Seu design, feito por Takeshi Honda, lembra as características comumente associadas aos anjos do Antigo Testamento.

## Referências e interpretações culturais

O A10 é o principal nervo na interface neutra dos Evas. O termo refere-se à área tegmental ventral, ou região A10, que supostamente está envolvida na procissão de sentimentos de amor entre mãe e filho.

### Recepção pública e crítica

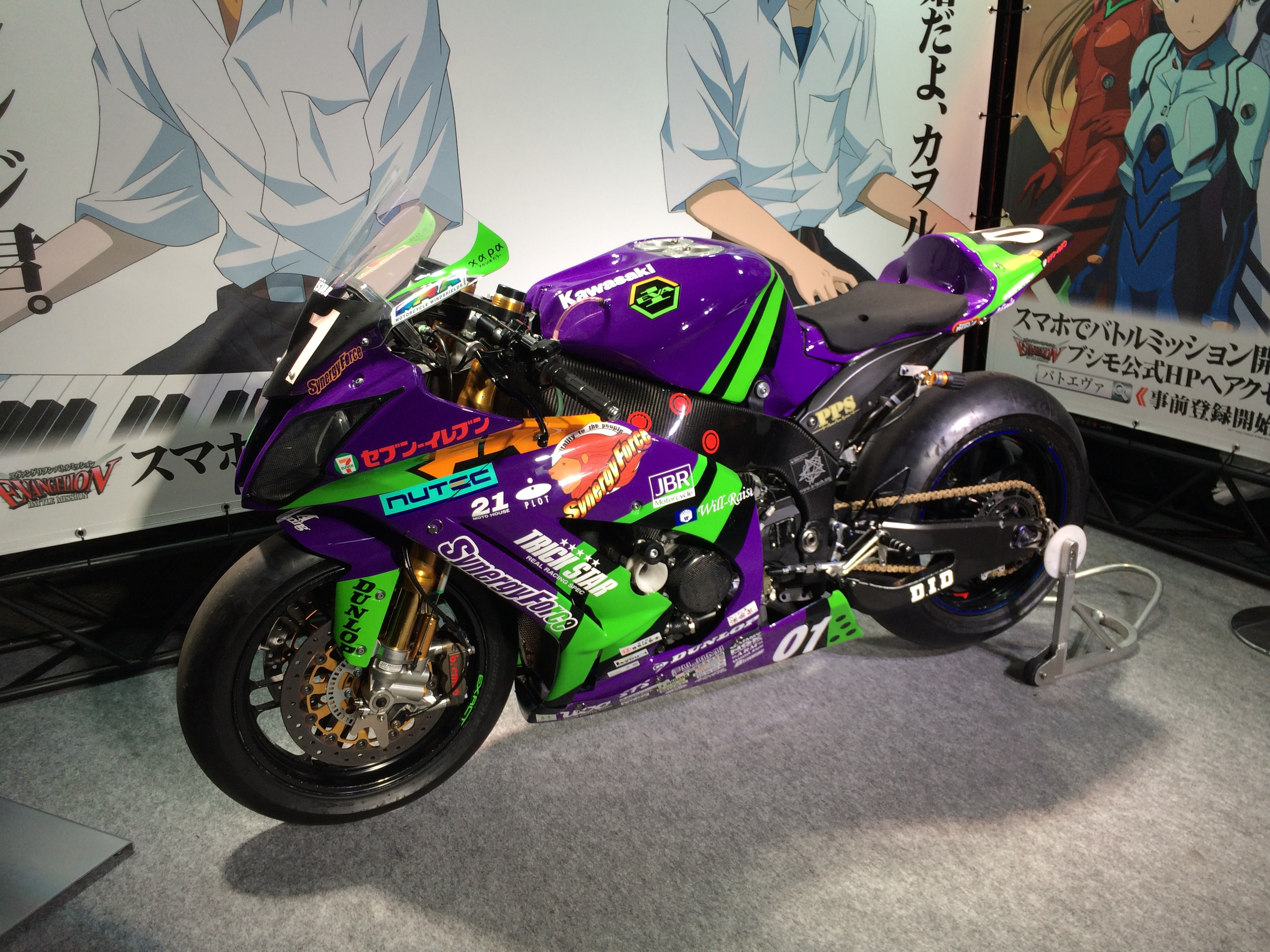
Uma motocicleta com tema de Evangelion na Tokyo Game Show 2014

#### Reproduções

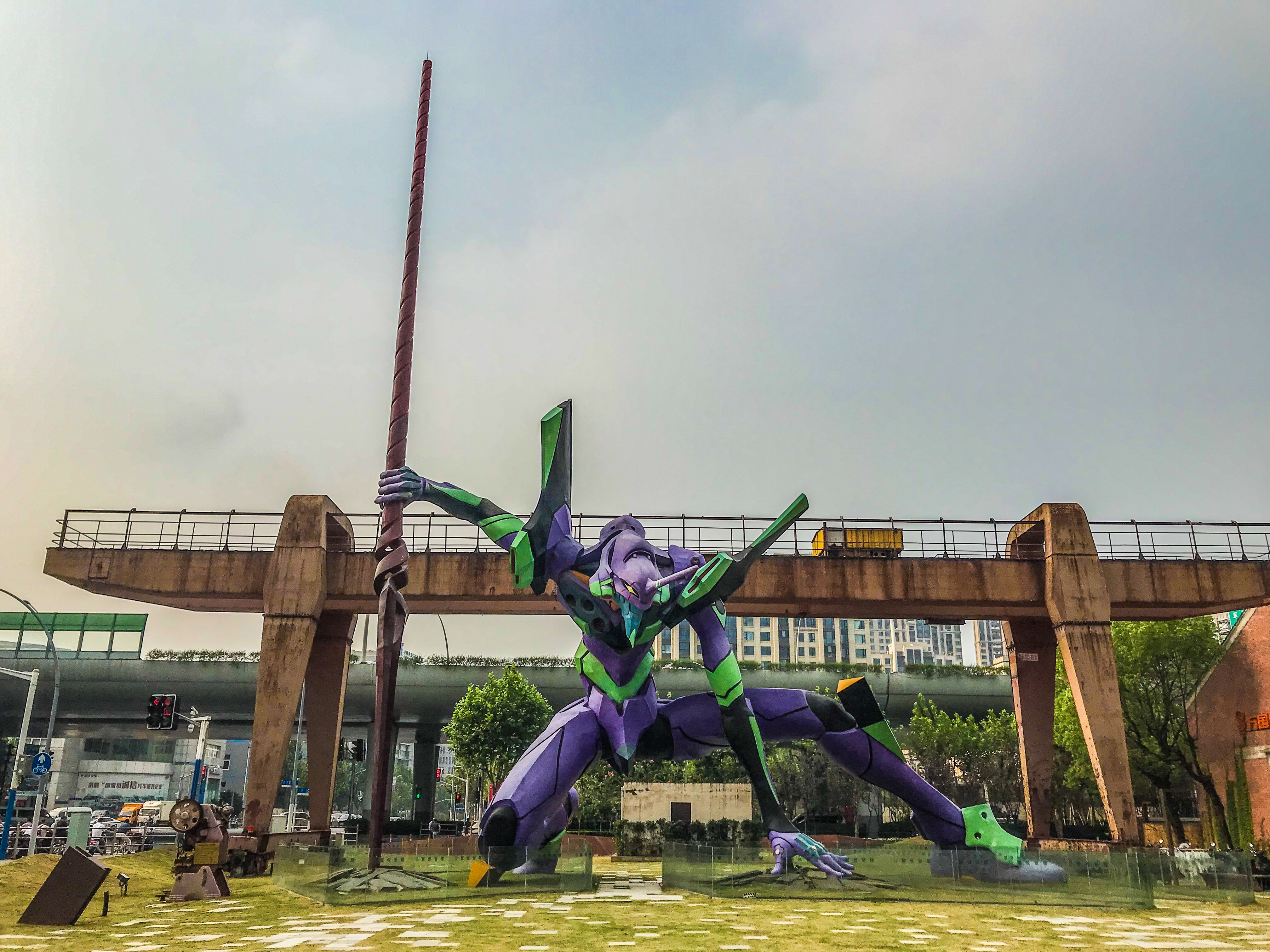
Estátua de um Eva-01 em Xangai